# Habemus Papam – Ein Papst büxt aus
Habemus Papam – Ein Papst büxt aus (Originaltitel: Habemus Papam) ist eine italienisch-französische Tragikomödie des italienischen Regisseurs Nanni Moretti. Der Film aus dem Jahr 2011 handelt von einem neu gewählten Papst, der sich dem Amt nicht gewachsen fühlt.

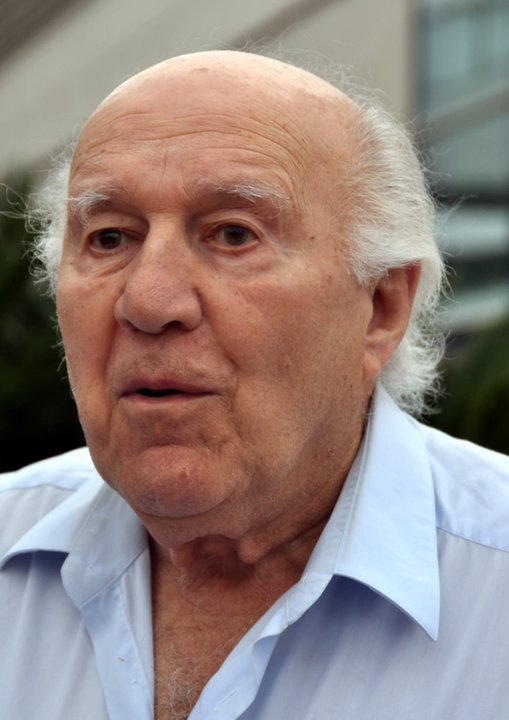
Michel Piccoli bei der Präsentation in Cannes 2011

## Inhalt
Unter großer öffentlicher Anteilnahme ist der Papst verstorben (eingeschnitten sind Archivbilder der Trauerfeierlichkeiten für Johannes Paul II.), und die Kardinäle aus aller Welt versammeln sich in der Sixtinischen Kapelle, um unter striktem Ausschluss der Öffentlichkeit aus ihrer Mitte einen neuen Papst zu wählen. Nach mehreren erfolglosen Wahlgängen wird der Außenseiter Kardinal Melville gewählt, der unter dem Eindruck der außergewöhnlichen Situation die Wahl annimmt. Doch in der unmittelbaren Folge befallen Melville, eher von stillem Charakter, tiefe Zweifel an seiner inneren Berufung zum Papstamt. Als seine Verkündung auf dem Balkon des Petersdoms bereits begonnen hat, bricht Melville beim „Habemus papam“, der Proklamation des Wahlergebnisses, mit lautem Schrei zusammen. Ratlosigkeit befällt die Kardinäle wie auch die ahnungslose Weltöffentlichkeit. 
Da der neue Papst noch nicht verkündet wurde, bleibt das Konklave, also die Abgeschlossenheit des Kardinalskollegiums von der Außenwelt, bestehen. Ein berühmter Psychoanalytiker, Professor Brezzi, wird hinzugezogen, um den nervösen und verzweifelt-verschlossenen Melville zu behandeln, ihm über seine psychische Krise hinwegzuhelfen und ihn so zur Annahme des Amtes zu bewegen. Doch zunächst ohne Erfolg. Der Vatikansprecher vertröstet derweil die Presse.
Unter größter Geheimhaltung und in Zivilkleidung verlässt Melville in Begleitung des Vatikansprechers und einiger Leibwächter den Vatikan, um Brezzis Ex-Frau, ebenfalls Psychoanalytikerin, in deren Praxis in Rom aufzusuchen. Auf dem Rückweg gelingt es Melville, seinen Begleitern zu entwischen und sich unter das Volk zu mischen.
Brezzi, der jetzt ebenfalls dem Konklave unterliegt, und der Vatikansprecher beginnen nun, auch den Kardinälen etwas vorzuspielen: Ein Schweizergardist wird in die päpstlichen Gemächer einquartiert mit dem Auftrag, gelegentlich hinter den Vorhängen hin und her zu gehen und so die Anwesenheit des Papstes vorzutäuschen. Brezzi obliegt die Aufgabe, die bereits murrenden Kardinäle zu beschäftigen. Zu diesem Zweck veranstaltet er ein Volleyballturnier und teilt dazu die Kardinäle entsprechend ihrer Herkunft in Mannschaften ein.
Währenddessen streift Melville als sympathischer älterer Herr unerkannt durch Rom, freundet sich mit Leuten an und spürt der Schauspielerei nach, da er als junger Mann Schauspieler werden wollte und erst nach erfolglosen Anläufen im Schauspielgewerbe die Priesterlaufbahn einschlug. Schließlich wird er in einem Theater aufgespürt, während die Schauspieltruppe, mit der er sich angefreundet hat, Die Möwe von Anton Tschechow aufführt.
Unter allgemeiner Erleichterung wird die Verkündung des Papstes vor der Weltöffentlichkeit nachgeholt. In seiner Antrittsrede erklärt der neue Papst allerdings in nüchternen Worten, dass es ihm leidtue, dass er keine Eignung und Berufung für das Papstamt verspüre und deswegen zurücktrete, um eine neue Wahl zu ermöglichen. Die Rede wird von den Kardinälen und der Menge auf dem Petersplatz mit Erschütterung aufgenommen.

## Hintergrund
Die Dreharbeiten erfolgten zu großen Teilen in den Filmstudios von Cinecittà, da der Vatikan keine Dreharbeiten in seinen Hallen genehmigte. Um die Botschaft des Films zu vermitteln und inspiriert von der Bildwelt der katholischen Kirche erfand der Regisseur deshalb seinen ganz eigenen Vatikan. Dabei wurde auf den Setaufbau im Studio, auf die Ausstattung der Kostüme und die Auswahl der Drehorte große Sorgfalt verwandt, um alles so authentisch wie möglich wirken zu lassen.

## Rezeption

### Kritiken
Dörthe Gromes von der Zeit.de schreibt: „Es geht Moretti in Habemus Papam nicht um skandalöse Enthüllungen aus dem Innenleben des Vatikans, Pro oder Kontra Papst bleibt nebensächlich. Vielmehr interessiert ihn das Verhalten eines Menschen, der die ihm zugedachte Rolle nicht annehmen  kann. Damit greift der Film eine simple Tatsache auf, die im medialen Diskurs in der Regel untergeht: Auch in den höchsten Ämtern sitzen nur Menschen mit all ihren Unzulänglichkeiten.“

„Der Film nimmt das höchste Amt der katholischen Kirche als Folie, um mit augenzwinkerndem Humor von einem Menschen zu erzählen, der angesichts seiner Berufung von Angst geplagt wird und erst Kraft findet, als er in der Gemeinschaft einfacher Leute aufgeht. Auch wenn der Film nicht in psychologische Tiefen vorstößt, glänzt er mit Momenten tiefer Menschlichkeit, wobei er vor allem von seinem großartigen Hauptdarsteller getragen wird.“

### Auszeichnungen und Nominierungen
- Internationale Filmfestspiele von Cannes 2011: Teilnahme am Wettbewerb
- Europäischer Filmpreis 2011: Nominierung Bester Hauptdarsteller (Michel Piccoli)
- Nominierung Europäischer Filmpreis 2011: Beste Ausstattung[5]